# Анастасия: Загадка Анны
«Анастасия: Загадка Анны» (англ. Anastasia: The Mystery Of Anna) — телефильм, снятый по заказу телеканала NBC. Фильм также известен под названием «Анастасия: Тайна Анны» или «Анастасия: История Анны». Продолжительность 200 минут. Производство США, совместно с Италией и Австрией.
Сценарий к фильму написан на основе книги Питера Курта «Анастасия. Загадка великой княжны».
Фильм был удостоен двух телевизионных премий «Эмми» (музыка и дизайн костюмов), а также двух премий «Золотой глобус» — за мужскую (Ян Никлас) и женскую (Оливия де Хэвилленд) роли второго плана в мини-сериале или телефильме.
Первая роль Кристиана Бейла.

## Сюжет
Фильм рассказывает одну из версий истории Анны Андерсон, которая в 1926 году объявила себя Великой Княжной Анастасией, дочерью последнего российского императора Николая II и императрицы Александры Фёдоровны. Анна Андерсон утверждала, что она — единственная выжившая после расстрела царской семьи в 1918 году. В фильме показана борьба Анны за признание своих прав общественностью и оставшимися представителями Дома Романовых, которой она посвятила всю свою жизнь.

## Факты
В фильме изменены многие имена и обстоятельства встреч, однако суть истории Анны Андерсон передана достоверно.
Фильм был снят вскоре после смерти Андерсон, в те времена, когда однозначно так и не было установлено, кем же она всё-таки являлась на самом деле. Однако тесты ДНК, проведенные после обнаружения останков царской семьи в 1991 и 2007 годах, практически бесспорно указали на то, что Анна Андерсон не имела никакого отношения к царской семье.
Кристиан Бэйл получил в этом фильме первую роль, роль царевича Алексея.

## В ролях
- Эми Ирвинг — Анна Андерсон
- Оливия де Хэвилленд — вдовствующая императрица Мария Фёдоровна
- Ян Никлас[англ.] — принц Эрих
- Омар Шариф — Николай II
- Клэр Блум — императрица Александра Фёдоровна
- Кристиан Бейл — цесаревич Алексей
- Эдвард Фокс — доктор Хаузер
- Рекс Харрисон — Великий князь Кирилл Владимирович
- Эльке Зоммер — Изабель фон Хоенштауффен
- Николас Суровы — Серж Марков
- Сьюзан Луччи — Дарья Романова
- Бетти Марсден — княгиня Трубецкая
- Джулиан Гловер — полковник Кобылинский
- Тим Макинери — комиссар Яковлев